# Чемпионат мира по лёгкой атлетике 2019 — десятиборье (мужчины)
Соревнования по десятиборью у мужчин на чемпионате мира по лёгкой атлетике 2019 года прошли 2 и 3 октября в Дохе (Катар) на стадионе «Халифа».
Действующим чемпионом мира в десятиборье являлся Кевин Майер из Франции.

## Медалисты
| Золото                | Серебро             | Бронза               |
| Никлас Кауль Германия | Майсел Уйбо Эстония | Дамиан Уорнер Канада |

## Рекорды
До начала соревнований действующими были следующие рекорды.
| Мировой рекорд                 | Кевин Майер Франция  | 9126 очков | Таланс, Франция | 16 сентября 2018 |
| Рекорд чемпионатов мира        | Эштон Итон США       | 9045 очков | Пекин, Китай    | 29 августа 2015  |
| Лучший результат сезона в мире | Дамиан Уорнер Канада | 8711 очков | Гётцис, Австрия | 26 мая 2019      |

## Отбор на чемпионат мира
Отборочный норматив — 8200 очков. Для участия в чемпионате мира спортсмены должны были выполнить его в период с 7 марта 2018 года по 6 сентября 2019 года. Плановое количество участников, установленное ИААФ в этом виде — 24. В случае, если к концу квалификационного периода норматив показало меньшее количество атлетов, международная федерация добирала их до нужного числа на основании показанных результатов.
Специальное приглашение (wild card) вне национальной квоты получили:
- Кевин Майер — как действующий чемпион мира
- Мартин Рё — как текущий лидер общего зачёта IAAF Combined Events Challenge 2019 года

## Расписание
| Дата           | Время | Раунд соревнований         |
| -------------- | ----- | -------------------------- |
| 2 октября 2019 | 16:35 | 100 м                      |
| 2 октября 2019 | 17:30 | Прыжок в длину             |
| 2 октября 2019 | 18:50 | Толкание ядра              |
| 2 октября 2019 | 20:40 | Прыжок в высоту            |
| 2 октября 2019 | 23:15 | 400 м                      |
| 3 октября 2019 | 16:35 | 110 м с барьерами          |
| 3 октября 2019 | 17:30 | Метание диска — группа А   |
| 3 октября 2019 | 18:35 | Метание диска — группа В   |
| 3 октября 2019 | 19:05 | Прыжок с шестом — группа А |
| 3 октября 2019 | 20:05 | Прыжок с шестом — группа B |
| 3 октября 2019 | 22:05 | Метание копья — группа А   |
| 3 октября 2019 | 23:10 | Метание копья — группа В   |
| 4 октября 2019 | 00:25 | 1500 м                     |

Время местное (UTC+3:00)

## Результаты
Обозначения: WR — Мировой рекорд | AR — Рекорд континента | CR — Рекорд чемпионатов мира | NR — Национальный рекорд | WL — Лучший результат сезона в мире | PB — Личный рекорд | SB — Лучший результат в сезоне | DNS — Не стартовал | DNF — Не финишировал | NM — Без результата | DQ — Дисквалифицирован

На старт вышли 23 многоборца из 17 стран. После неудачи на чемпионате Европы 2018 года, где он совершил три заступа в прыжке в длину, Кевин Майер месяц спустя установил мировой рекорд (9126 очков), а в 2019 году планировал защитить титул чемпиона мира. Несмотря на то, что из-за травм ему не удалось в сезоне закончить ни одно многоборье, французский легкоатлет по-прежнему считался главным фаворитом соревнований. Майер начал турнир с личного рекорда в беге на 100 метров (10,50), а также высоких результатов в прыжке в длину (7,56 м) и толкании ядра (16,82 м): после трёх видов он даже опережал график собственного мирового рекорда на 3 очка. Однако затем дали знать о себе старые травмы. Первый день Майер заканчивал с болью в правом колене, а второй начал с проблем с ахилловым сухожилием и задней поверхностью бедра левой ноги. Даже несмотря на эти проблемы, он показал высокие результаты в беге на 400 метров, 110 метров с барьерами и метании диска и шёл лидером после семи видов. Развязка случилась в прыжке с шестом, где француз не смог даже выполнить разбег, чтобы попытаться взять начальную высоту, после чего закончил соревнования.
Первый день лидерами закончили два канадца, лидер сезона Дамиан Уорнер и Пирс Лепаж, немного им уступали Майер и Линдон Виктор. Виктор выбыл из борьбы ещё раньше Майера, совершив три неудачные попытки в метании диска. После неудачи Майера на первое место вновь вернулся Уорнер, но традиционно не самый сильный прыжок с шестом отбросил его на две позиции вниз. За два вида до завершения десятиборья четвёрку лидеров разделяли всего 24 очка. В ней находились Уорнер, Лепаж, эстонец Майсел Уйбо и россиянин Илья Шкуренёв, выступавший в качестве нейтрального атлета. Однако теневым претендентом на победу являлся немец Никлас Кауль. Его отставание в 275 очков нивелировалось личными рекордами в метании копья и беге на 1500 метров, выделявшимися на фоне других участников. В прыжке с шестом Кауль установил личный рекорд (5,00 м) и стал единственным участником, кто не стал повышать планку, а решил поберечь силы перед своими основными видами.
Окончание десятиборья прошло полностью по сценарию немецкого спортсмена. В метании копья он установил ещё один личный рекорд (79,05 м), всего 75 см не дотянув до высшего мирового достижения в этом виде среди десятиборцев. Ближайший конкурент (Янек Ыйглане) проиграл ему 6,5 метров, а ближайший конкурент в борьбе за золото (Майсел Уйбо) — более 15 метров. Таким образом, перед заключительным видом Кауль сократил отставание от первого места до 19 очков. В беге на 1500 метров он довольно быстро оторвался от основной группы, опередив на финише ближайшего преследователя на 6 секунд и гарантировав себе золотую медаль. Уйбо уверенно сохранил за собой итоговое второе место. Наиболее упорная борьба ожидалась за бронзу, но Дамиан Уорнер контролировал по ходу бега позиции конкурентов (Ильи Шкуренёва и Пирса Лепажа) и без сверхусилий добыл место на пьедестале.
21-летний Никлас Кауль стал самым молодым чемпионом мира в десятиборье. Он повторил достижение Кевина Майера, выиграв титул чемпиона мира во всех трёх возрастных категориях: среди юношей до 18 лет (2015 год), среди юниоров до 20 лет (2016 год) и среди взрослых (2019 год). После первого дня он находился лишь на 11-м месте и уступал лидеру 349 очков, а триумфальное восхождение совершил благодаря личным рекордам в метании диска, прыжке с шестом и метании копья.
Эстонец Майсел Уйбо повторил успех своей жены Шоны Миллер-Уйбо из Багамских Островов. В финале бега на 400 метров, который прошёл в тот же вечер, что и заключительные виды десятиборцев, она также завоевала серебряную медаль.
Для канадца Дамиана Уорнера бронза, завоёванная в Дохе, стала третьей медалью мировых первенств в карьере. В 2013 году он тоже был третьим, а в 2015 году — вторым.

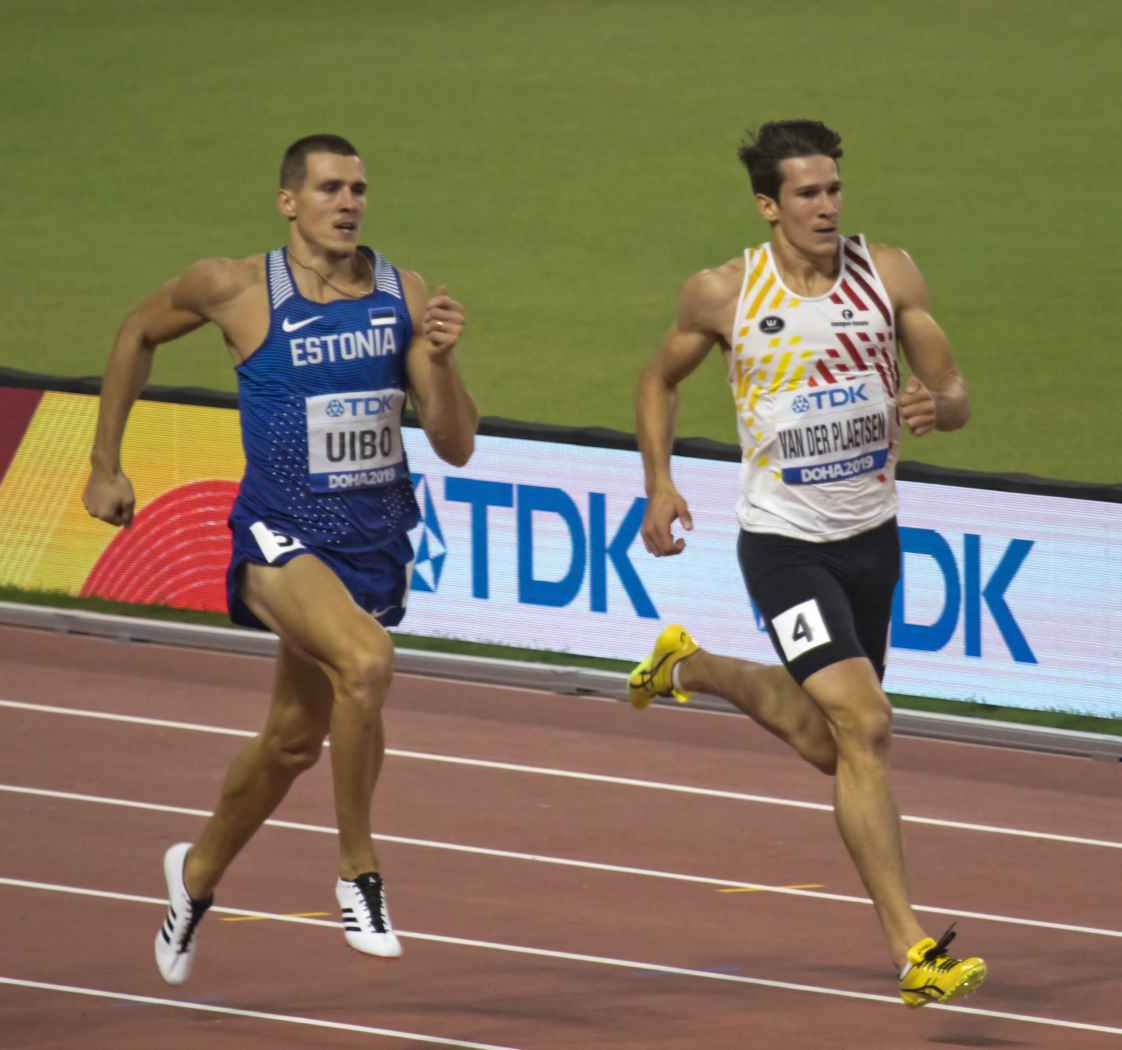
Бег на 400 метров. Майсел Уйбо (слева) и Томас ван дер Платсен
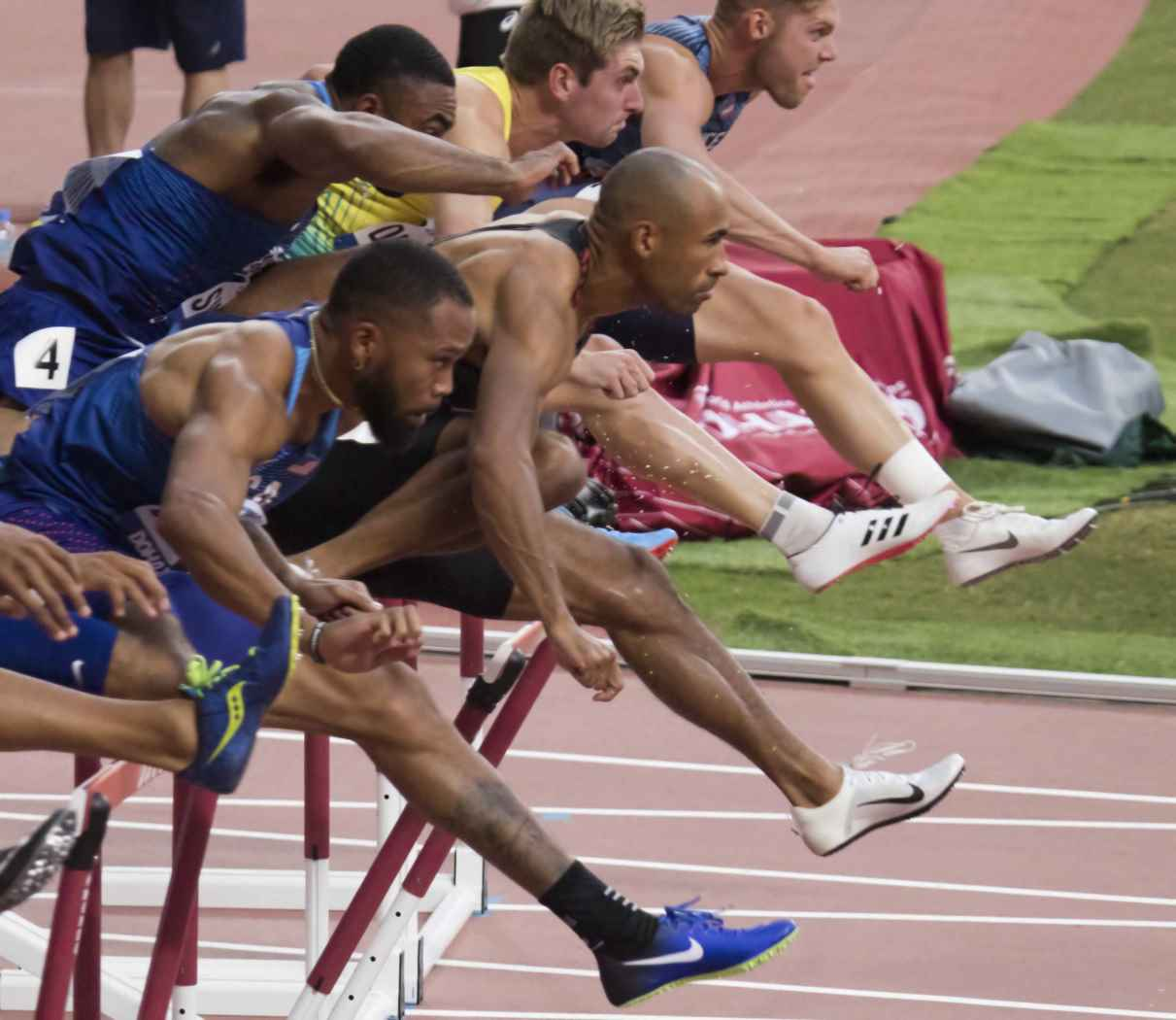
Сильнейший забег на 110 метров с барьерами
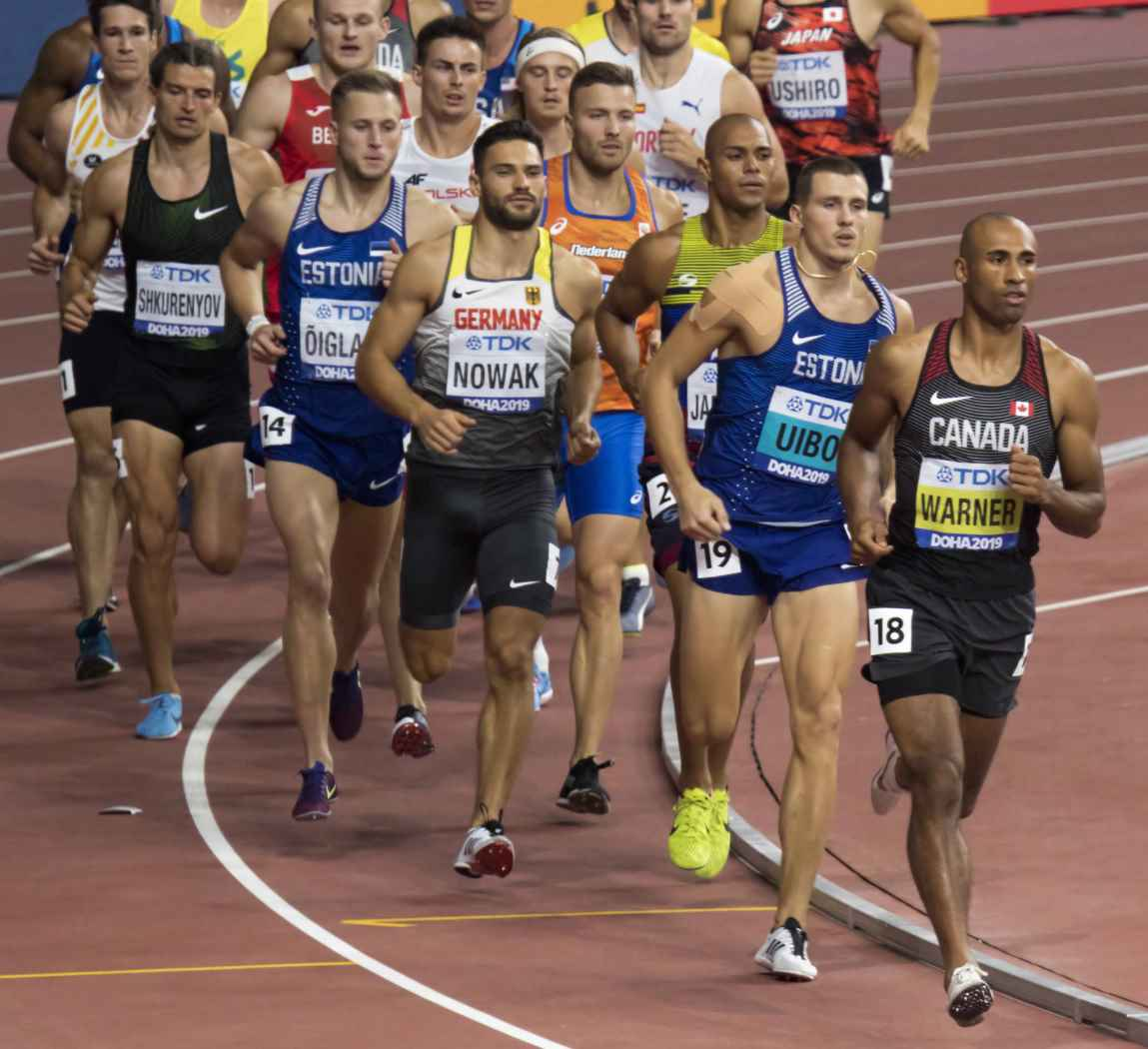
Стартовые метры бега на 1500 метров
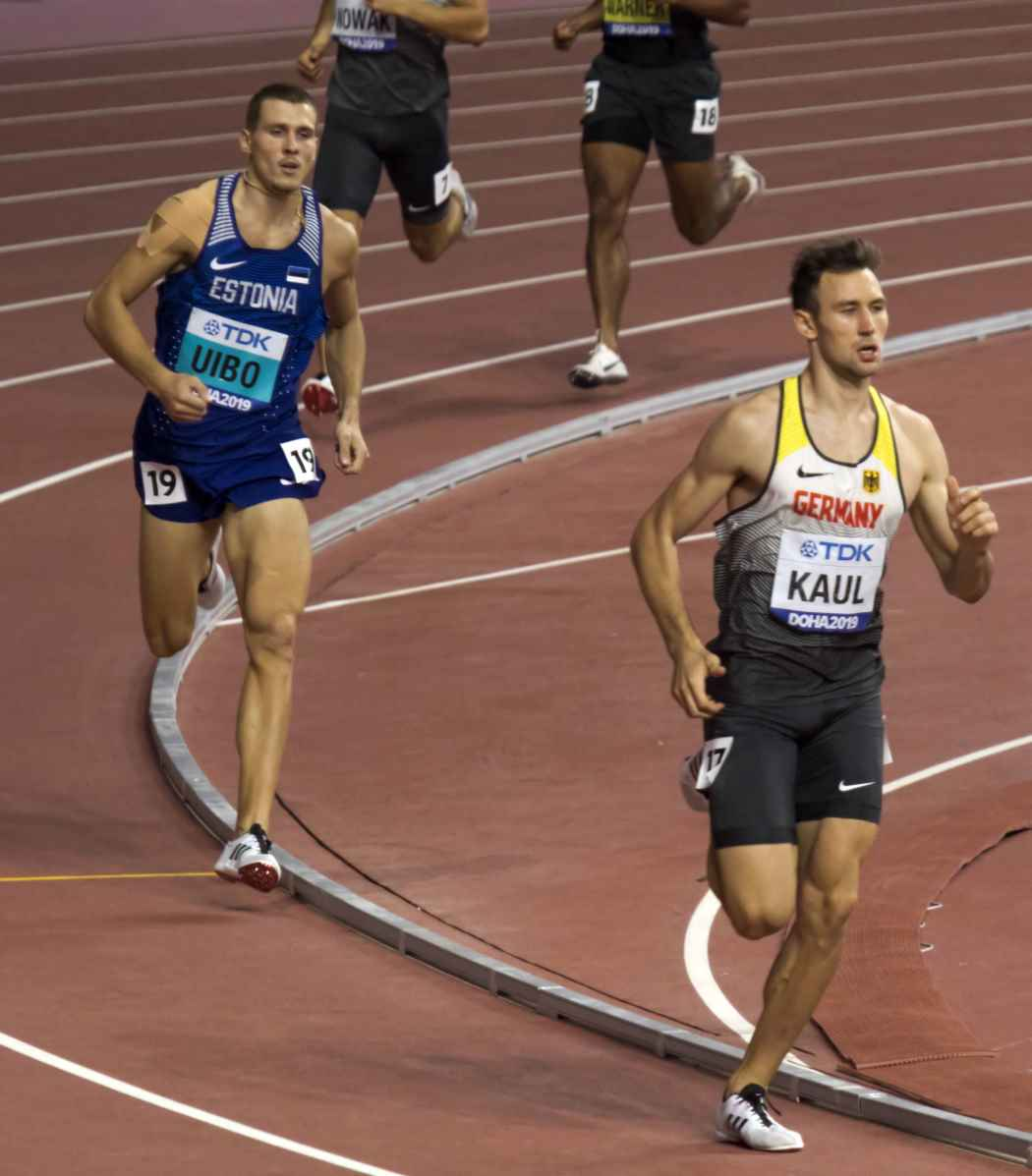
Никлас Кауль на пути к итоговой победе. За ним — лидер после 9 видов Майсел Уйбо

| Место | Спортсмен             | Гражданство       | 100 м | длина  | ядро    | высота | 400 м   | 110 м с/б | диск    | шест   | копьё   | 1500 м    | Очки | Примечания |
| ----- | --------------------- | ----------------- | ----- | ------ | ------- | ------ | ------- | --------- | ------- | ------ | ------- | --------- | ---- | ---------- |
| 1     | Никлас Кауль          | Германия          | 11,27 | 7,19 м | 15,10 м | 2,02 м | 48,48   | 14,64     | 49,20 м | 5,00 м | 79,05 м | 4:15.70   | 8691 | PB         |
| 2     | Майсел Уйбо           | Эстония           | 11,10 | 7,46 м | 15,12 м | 2,17 м | 50,44   | 14,43     | 46,64 м | 5,40 м | 63,83 м | 4:31.51   | 8604 | PB         |
| 3     | Дамиан Уорнер         | Канада            | 10,35 | 7,67 м | 15,17 м | 2,02 м | 48,12   | 13,56     | 42,19 м | 4,70 м | 62,87 м | 4:40.77   | 8529 |            |
| 4     | Илья Шкуренёв         | Нейтральный атлет | 11,02 | 7,61 м | 14,71 м | 2,11 м | 49,36   | 14,28     | 48,75 м | 5,20 м | 59,56 м | 4:41.95   | 8494 | SB         |
| 5     | Пирс Лепаж            | Канада            | 10,36 | 7,79 м | 13,21 м | 2,05 м | 47,35   | 14,19     | 41,19 м | 5,20 м | 57,42 м | 4:45.09   | 8445 |            |
| 6     | Янек Ыйглане          | Эстония           | 10,94 | 7,32 м | 15,20 м | 1,96 м | 49,14   | 15,13     | 43,37 м | 5,00 м | 72,46 м | 4:36.24   | 8297 | SB         |
| 7     | Питер Браун           | Нидерланды        | 11,16 | 7,47 м | 15,26 м | 2,02 м | 48,79   | 14,59     | 45,59 м | 4,80 м | 59,84 м | 4:35.62   | 8222 |            |
| 8     | Соломон Симмонс       | США               | 10,70 | 7,37 м | 15,33 м | 1,96 м | 49,31   | 14,10     | 46,26 м | 4,80 м | 53,25 м | 4:44.17   | 8151 |            |
| 9     | Томас ван дер Платсен | Бельгия           | 11,38 | 7,20 м | 13,78 м | 2,08 м | 50,89   | 14,80     | 46,17 м | 5,30 м | 63,67 м | 4:43.95   | 8125 |            |
| 10    | Тим Новак             | Германия          | 11,12 | 7,07 м | 14,69 м | 2,02 м | 49,60   | 14,60     | 45,02 м | 4,90 м | 56,76 м | 4:22.18   | 8122 |            |
| 11    | Седрик Дюблер         | Австралия         | 10,75 | 7,25 м | 12,43 м | 2,02 м | 48,41   | 14,13     | 44,30 м | 4,70 м | 59,04 м | 4:34.75   | 8101 |            |
| 12    | Павел Весёлек         | Польша            | 10,76 | 7,02 м | 15,26 м | 1,96 м | 49,37   | 14,65     | 47,20 м | 4,90 м | 55,00 м | 4:42.06   | 8064 |            |
| 13    | Виталий Жук           | Беларусь          | 10,95 | 6,63 м | 15,13 м | 1,96 м | 48,08   | 14,49     | 46,64 м | 4,80 м | 58,66 м | 4:35.45   | 8058 |            |
| 14    | Харрисон Уильямс      | США               | 10,76 | 7,14 м | 13,78 м | 1,93 м | 47,93   | 14,43     | 44,23 м | 4,80 м | 48,59 м | 4:40.96   | 7892 |            |
| 15    | Фредрик Самуэльссон   | Швеция            | 11,13 | 7,11 м | 13,97 м | 2,02 м | 50,08   | 14,78     | 42,71 м | 4,80 м | 57,39 м | 4:39.48   | 7860 |            |
| 16    | Кэйсукэ Усиро         | Япония            | 11,44 | 6,90 м | 14,31 м | 1,90 м | 51,42   | 15,26     | 48,41 м | 4,50 м | 61,36 м | 4:52.12   | 7545 |            |
| 17    | Кай Казмирек          | Германия          | 10,82 | 7,26 м | 14,30 м | 2,05 м | 47,35   | DNF       | 44,85 м | 5,20 м | 60,08 м | 4:49.16   | 7414 |            |
| 18    | Мартин Рё             | Норвегия          | 10,94 | 7,28 м | 15,08 м | 1,87 м | DQ      | 15,86     | 47,18 м | 4,60 м | 60,61 м | 5:08.91   | 6845 |            |
| 19    | Хеорни Харамильо      | Венесуэла         | 10,88 | 7,47 м | 15,42 м | NM     | 48,66   | 14,19     | 44,00 м | 4,40 м | 58,15 м | DNF       | 6645 |            |
| 20 !  | Кевин Майер           | Франция           | 10,50 | 7,56 м | 16,82 м | 1,99 м | 48,99   | 13,87     | 48,34 м | NM     | DNS     | 6:00.00 ! | DNF  |            |
| 21 !  | Девон Уильямс         | США               | 10,84 | 7,36 м | 13,76 м | 1,93 м | 48,37   | 13,91     | 47,32 м | NM     | DNS     | 6:00.00 ! | DNF  |            |
| 22 !  | Линдон Виктор         | Гренада           | 10,66 | 7,51 м | 16,24 м | 2,05 м | 48,55   | 14,82     | NM      | NM     | DNS     | 6:00.00 ! | DNF  |            |
| 23 !  | Басиль Рольнен        | Франция           | 11,42 | DNS    | 0 !     | 0 !    | 59,99 ! | 19,99 !   | 0 !     | 0 !    | 0 !     | 6:00.00 ! | DNF  |            |
| 24 !  | Тимоти Дакуорт        | Великобритания    | DNS   | 0 !    | 0 !     | 0 !    | 59,99 ! | 19,99 !   | 0 !     | 0 !    | 0 !     | 6:00.00 ! | DNS  |            |